# Ary Chalus
Pour les articles homonymes, voir Chalus.
Ary Chalus, né le 6 décembre 1961 à Pointe-à-Pitre (Guadeloupe), est un homme politique français.
Il est député de 2012 à 2017 et président du conseil régional de la Guadeloupe depuis 2015. Adhérent à Guadeloupe unie, solidaire et responsable (GUSR), il est membre du bureau exécutif de La République en marche (LREM) de 2017 à l'été 2021.
Soupçonné d'avoir falsifié ses comptes de campagne pour dépasser le plafond légal lors des élections régionales de 2015, il est renvoyé en correctionnelle en mars 2023. Reconnu coupable d'« abus de confiance » et de « dépassement des plafonds des comptes de campagne », il est condamné en janvier 2024 à quinze mois de prison avec sursis, de 25 000 euros d’amende, deux ans d’inéligibilité et  de l’interdiction de diriger une association pendant trois ans. 

## Biographie

### Parcours politique
Ary Chalus est élu maire de Baie-Mahault le 19 avril 2001. Il est également conseiller général de la Guadeloupe pour le canton de Baie-Mahault et vice-président du conseil général de la Guadeloupe entre 2004 et 2012.
Lors des élections législatives de 2012, il est élu député dans la 3e circonscription de la Guadeloupe, en obtenant au second tour 51,2 % des suffrages exprimés. Élu sous l'étiquette de l'Alliance démocratique, il se rattache financièrement à Guadeloupe unie, socialisme et réalités.
À l'Assemblée nationale, il siège d'abord en tant que député non-inscrit puis annonce le 4 juillet 2012 qu'il rejoint le groupe radical, républicain, démocrate et progressiste (RRDP). Il est membre de la commission des Affaires culturelles et de l'Éducation.
Il est l'un des deux députés du groupe RRDP, avec Thierry Robert, à voter contre le mariage pour tous,,.
Lors des élections municipales de 2014, sa liste arrive en tête dès le premier tour avec plus de 80 % des suffrages. Il est ainsi réélu maire de Baie-Mahault.
Le 19 juin 2015, il annonce qu'il conduira une liste aux élections régionales de la même année en Guadeloupe. Le 13 décembre, il remporte ces élections face à la liste de Victorin Lurel, à qui il succède le 18 décembre suivant comme président du conseil régional de la Guadeloupe. Le cumul des mandats électoraux étant prohibé, Ary Chalus quitte ses fonctions de maire de Baie-Mahault et est remplacé le 24 décembre 2015 par Héléne Molia Polifonte, qui était jusque-là sa 2e adjointe, ainsi que 7e vice-présidente du conseil régional,.
Le 14 mars 2016, il dépose sa candidature à la présidence du conseil de surveillance de Guadeloupe Port Caraïbes. Il obtient huit voix contre neuf pour Philippe Kalil.
À l'occasion du conseil national de La République en marche de novembre 2017, il intègre le bureau exécutif du parti.
Le 16 mars 2018, Ary Chalus devient président du conseil d’administration du comité de tourisme des îles de Guadeloupe (CTIG). Il succède ainsi à l'ancien conseiller régional et maire de Terre-de-Haut Louis Molinié, condamné le 23 février 2018 par le tribunal correctionnel de Basse-Terre pour détournements de fonds publics. Il démissionne de ses fonctions le 30 septembre 2020 et est remplacé par Sonia Taillepierre.
Lors des élections municipales de 2020 à Baie-Mahault, il figure en deuxième position sur la liste conduite par la maire sortante, Hélène Molia-Polifonte. La liste, qui ne reçoit pas l'investiture du GUSR, obtient 57,3 % des suffrages exprimés dès le premier tour. À l'issue de ces élections, Ary Chalus devient 1er vice-président de la communauté d'agglomération Cap Excellence.
Sa liste remporte les élections régionales de 2021 en Guadeloupe avec 72,4 % des suffrages exprimés, faisant de l'archipel la seule région remportée par La République en marche lors de ce scrutin en France.

### Affaires judiciaires

#### Fraude électorale et de financement illégal de campagne
En octobre 2019, Ary Chalus est placé en garde à vue avec sa vice-présidente au conseil régional, Marie-Luce Penchard. Ils sont entendus à propos de Pascal Averne, directeur de cabinet de Marie-Luce Penchard à la mairie de Basse-Terre mais également et simultanément inspecteur général des services au conseil régional de la Guadeloupe, concernant un soupçon d'emploi fictif quant à ce second poste,. Leur garde à vue est levée dans la journée.
Le 9 juillet 2020, les médias locaux Guadeloupe La Première et Radio Caraïbes International révèlent l'ouverture d'une enquête portant sur les modalités de financement de la campagne électorale d'Ary Chalus lors des élections régionales de 2015,. Il est soupçonné d’avoir dépassé de plus du double le plafond légal de dépenses et détourné des fonds d'une association qu'il présidait pour certaines dépenses. Seize prévenus sont mis en examen dans cette affaire, parmi lesquels Lucette Michaux-Chevry et Fred Madinécouty.
Le 11 mai 2021, Ary Chalus est placé en garde à vue dans le cadre d'une enquête préliminaire pour abus de confiance, complicité de détournement de fonds publics et financement illégal de campagne électorale. Il est renvoyé en mars 2023 devant le tribunal correctionnel de Basse-Terre. A la demande de ses avocats, l'affaire est renvoyée à la mi-octobre.
Les enquêteurs ont identifié des dirigeants d’entreprises guadeloupéennes, sollicités par Ary Chalus en personne, comme étant derrière les financements occultes apportés à la campagne électorale. Par ailleurs, la communauté d’agglomération présidée par Lucette Michaux-Chevry a détaché à la permanence du candidat Ary Chalus et aux actions électorales, en violation du code électoral, au moins 26 employés. Enfin, l’enquête a révélé l'existence d'un système de contrôle des votes, passant par du pointage d’électeurs, des bons d’essence pour faciliter les allers-retours de personnes chargées d’amener les électeurs, ou encore un système de fausses adresses pour accroître le nombre de votants dans la ville de Basse-Terre. Lors de son audition, en mai 2021, Ary Chalus a tout nié, se défaussant sur des membres de son équipe qui auraient agi seuls, sans consigne, quand eux affirment avoir toujours référé de leurs opérations au candidat,.
Reconnu coupable d'« abus de confiance » et de « dépassement des plafonds des comptes de campagne », il est condamné en janvier 2024 à quinze mois de prison avec sursis, 25 000 euros d’amende, 2 ans d'inéligibilité et à l’interdiction de diriger une association pendant trois ans. Les investigations ont démontré une infraction à la loi électorale et une « rupture d’égalité » entre les listes candidates lors du scrutin. Des faits relevant d’une « extrême gravité », selon la présidente du tribunal, conduisant à un « pacte social rompu ». Ary Chalus fait appel de cette décision. La condamnation est confirmée le 20 mai 2025 par la cour d’appel de Basse-Terre. Ary Chalus annonce son intention de se pourvoir en cassation,.

#### Détournement de frais de mandat
Le 30 juin 2020, un article du site d'informations Mediapart révèle qu'Ary Chalus est visé par une enquête du Parquet national financier (PNF) pour l'utilisation de son indemnité représentative de frais de mandat (IRFM) en tant que député. Ary Chalus rembourse les sommes détournées, échappant ainsi à des poursuites judiciaires pour détournement de fonds publics.

## Détail des mandats et fonctions

### À l’Assemblée nationale
- 20 juin 2012 – 20 juin 2017 : député de la troisième circonscription de la Guadeloupe.

### Au niveau local
- 25 mars – 19 avril 2001 : premier adjoint au maire de Baie-Mahault.
- 19 avril 2001 – 24 décembre 2015 : maire de Baie-Mahault.
- 2004-2012 : conseiller général de la Guadeloupe (élu dans le canton de Baie-Mahault).
- 2004-2012 : vice-président du conseil général de la Guadeloupe.
- 1er janvier 2013 – 24 décembre 2015 : conseiller communautaire de la communauté d'agglomération Cap Excellence.
- Depuis le 18 décembre 2015 : président du conseil régional de la Guadeloupe.
- Depuis le 24 décembre 2015 : conseiller municipal de Baie-Mahault.
- 16 mars 2018 – 30 septembre 2020 : président du conseil d’administration du comité du tourisme des îles de Guadeloupe (CTIG).

## Décorations
- Chevalier de la Légion d'honneur (14 juillet 2019)[40].